# Yugo Tsukita
Yugo Tsukita –en japonés, 附田 雄剛, Tsukita Yugo– (Ishikari, 18 de julio de 1976) es un deportista japonés que compitió en esquí acrobático. Ganó una medalla de plata en el Campeonato Mundial de Esquí Acrobático de 2003, en la prueba de baches en paralelo.

## Medallero internacional
| Campeonato Mundial | Campeonato Mundial           | Campeonato Mundial | Campeonato Mundial |
| Año                | Lugar                        | Medalla            | Competición        |
| ------------------ | ---------------------------- | ------------------ | ------------------ |
| 2003               | Deer Valley (Estados Unidos) | Medalla de plata   | Baches en paralelo |